# Nikolay Gennadiyevich Basov
Nikolay Gennadiyevich Basov (tiếng Nga: Никола́й Генна́диевич Ба́сов; 14 tháng 12 năm 1922 – 1 tháng 7 2001) là một nhà giáo dục và nhà Vật lý học Liên Xô. Cống hiến của ông cho lượng tử ánh sáng đã dẫn đến việc phát triển laser và maser, Basov cùng với Alexander Prokhorov và Charles Hard Townes đã đạt Giải Nobel Vật lý năm 1964.

## Tiểu sử
Basov sinh tại thị trấn Usman, bây giờ ở Lipetsk Oblast. Ông hoàn thành chương trình học tại Voronezh năm 1941, và được gọi đi nghĩa vụ quân sự ở Học viện Quân y Kuibyshev. Năm 1943 ông rời học viện và phục vụ cho quân đội Xô viết tham gia thế chiến II tại mặt trận Ukraina thứ nhất.
Basov tốt nghiệp Học viện Cơ khí Vật lý Moskva (MEPI) năm 1950. Sau đó giữ chức giáo sư tại MEPI và làm việc cùng với Học viện Vật lý Lebedev (LPI), bảo vệ bằng Ứng cử viên Khoa học (tương đương PhD) năm 1953 và công trình nghị luận lấy bằng Tiến sĩ Khoa học năm 1956. Basov là chủ tịch LPI giai đoạn 1973-1988. Ông được chọn làm thành viên thưởng trực của Viện Hàn lâm Khoa học Liên Xô (Viện Hàn lâm Khoa học Nga kể từ năm 1991) năm 1962 và thành thành viên toàn quyền của Viện năm 1966. Năm 1967 ông được chọn làm đoàn chủ tịch của Viện (1967—1990), kể từ năm 1990 ông là hội viên hội đồng đoàn chủ tịch của RAN. Thành viên danh dự của Học viện Khoa học Quốc tế. Ông đứng đầu phòng thí nghiệm lượng tử âm tại LPI cho đến khi mất năm 2001.

## Sách
- N. G. Basov, K. A. Brueckner (Editor-in-Chief), S. W. Haan, C. Yamanaka. Inertial Confinement Fusion, 1992, Research Trends in Physics Series published by the American Institute of Physics Press (presently Springer Lưu trữ ngày 23 tháng 3 năm 2005 tại Wayback Machine, New York). ISBN 0-88318-925-9.
- V. Stefan and N. G. Basov (Editors). Semiconductor Science and Technology, Volume 1. Semiconductor Lasers. (Stefan University Press Series on Frontiers in Science and Technology) (Paperback), 1999. ISBN 1-889545-11-2.
- V. Stefan and N. G. Basov (Editors). Semiconductor Science and Technology, Volume 2: Quantum Dots và Quantum Wells. (Stefan University Press Series on Frontiers in Science and Technology) (Paperback), 1999. ISBN 1-889545-12-0.

## Giải thưởng
- Giải thưởng Lenin (1959)
- Giải thưởng Nobel Vật lý (1964)
- Anh hùng Lao động Xã hội Chủ nghĩa — 2 lần (1969, 1982)
- Giải thưởng Kalinga (1986)
- Giải thưởng Quốc gia Liên Xô (1989)
- Huân chương Lenin - 5 lần